# Athyreus biarmatus
Athyreus biarmatus är en skalbaggsart som beskrevs av Henry Fuller Howden och Martinez 1978. Athyreus biarmatus ingår i släktet Athyreus och familjen Bolboceratidae. Inga underarter finns listade.